# Musicjapanplus
musicJAPANplus（中文译名暂缺）是一份由Cool JAPAN株式会社营运的每日更新的网络杂志。它以日本音乐为主，向日本海外传达日本文化的特色资讯。
杂志目前以英语为主，同时提供中文、西班牙语、法语、德语、葡萄牙语、俄语、印度尼西亚语、芬兰语、意大利语、波兰语、瑞典语、荷兰语、马来语、匈牙利语等15种语言版本。
杂志的每个月封面会登出不同艺人名字，这些艺人的相关内容将会在这个月裡被特别更新。
近来主要的重大更新有雅-miyavi-、LM.C、w-inds.、VAMPS、HAKUEI等等。
该杂志不仅更新最新艺人的采访和最热門演唱会报道，还有多个艺人参加型企划、艺人亲笔书写访问等独家内容。

## 专题报道

### 特别报道+ / special features+
- 在这里可以阅读到采访、演唱会报道、视频访问等内容。

### 专栏+ / articles+
- 每月艺人特辑（musicJAPANplus独家原创企划）

1. 「V-ROCK FESTIVAL'09」
2. 「Spotlight: AREA INDIES」
3. 「Kagrra, Takes Brazil」
4. 「Animagic 2009 Special Report」
5. 「Mix Speaker's,Inc. Sunflower Project」
6. 「What Gives Me Peace & Smiles」
7. 「MY KawayusuRock o(≧∀≦)o EXPERIENCE」
8. 「PS COMPANY video corner」
9. 「PS COMPANY Special Review collection!」
10. 「PS COMPANY 10th anniv. Special KAKIZOME project」
11. 「OTOKAGE Special Spotlight Space」
12. 「アンティック-珈琲店- Special Spotlight Space」
13. 「LM.C Special Spotlight Space」
14. 「PSC X MJP SPECIAL CORNER」
15. 「hide Birthday Party special corner!!」

- 艺人专栏

1. SCREW的「Pass the Baton Around the World♪」
2. DaizyStripper的「"Gotta have it!!"」
3. PENICILLIN HAKUEI的「Dr. HAKUEI」等艺人连载。

- 媒体手记 / PRESS NOTES: 作者以及工作人员的采访报道日记。

- 明星季节访问 / Seasonal Survey of the Stars: 与日本的季节有关的问答，由艺人亲笔回答。非常人气的专栏。

- 时尚大搜查 / Fashion Check: 以艺人，或者歌迷们为对象的时尚栏目，内容包括照片、视频等。

- 杰尼斯事务所新闻归档 / Johnny's news archive: 杰尼斯事务所的新闻归档。

- 原创连载小说 / Original serial novel: Carrot Orange Sun: 连载小说。

- 东京巡礼 / Tokyo Navi 〜What's new in Japan〜: 东京的演唱会会场等交通方法及外观介绍等。

## 历史
封面登载过的歌手、乐團。

### 2006年
- 02-hide
- 04-久保田利伸
- 06-nano
- 09-BONNIE PINK

### 2007年
- 01-滨崎步
- 06-crack6
- 08-雅-miyavi-
- 09-machine
- 10-滨崎步
- 11-Acid Black Cherry
- 12-KREVA

### 2008年
- 01-HAKUEI
- 02-LM.C
- 03-宇多田光
- 04-An Cafe
- 05-hide
- 06-w-inds.
- 07-雅-miyavi-
- 08-土屋安娜
- 09-Alice Nine
- 10-Sincrea
- 11-D
- 11-hide
- 12-PS COMPANY

### 2009年
- 01-雅-miyavi-
- 02-LM.C
- 03-An Cafe
- 04-雅-miyavi-
- 05-东方神起
- 06-Mix Speaker's,Inc.
- 07-Aural Vampire
- 08-VAMPS
- 09-the GazettE
- 10-Screw
- 11-Mucc
- 12-Mucc

### 2010年
- 01-An Cafe
- 01-SUGIZO
- 02-BREAKERZ
- 03-玉木宏